# 3-Méthylcytosine
La 3-méthylcytosine est une base nucléique pyrimidique dérivée de la cytosine par méthylation. Elle présente deux formes tautomères : une forme amine et une forme imine ; cette dernière est présente naturellement dans certains ARN de transfert et ARN ribosomiques sous forme de 3-méthylcytidine.